# Bergschenhoek
Bergschenhoek (uitspraakⓘ) is een plaats en voormalige gemeente in de Nederlandse provincie Zuid-Holland, ten noorden van Rotterdam. Het maakt sinds 2007 onderdeel uit van de gemeente Lansingerland.
Bergschenhoek is een woonplaats met veel nieuwbouw, vanwege de ligging tegen Rotterdam aan en de VINEX-doelstelling. Er zijn relatief veel woningen in de duurdere klasse. Op 24 november 2004 werd het nieuwe dorpscentrum geopend. Ten zuidoosten van de woonkern, langs de rivier de Rotte bevindt zich een groot natuur- en recreatiegebied, het Hoge en Lage Bergse Bos, met een onder meer een opvallende skihelling, een klimwand van 34 meter hoog, een mountainbikeparcours en een golfbaan. De plaats ligt niet ver van Rotterdam The Hague Airport. Het grondgebied wordt door de HSL-lijn doorsneden, die eind december 2009 operationeel werd. Het Annie M.G. Schmidtpark ligt langs dit traject.

## Voormalige gemeente
De voormalige gemeente Bergschenhoek telde 16.634 inwoners (1 juli 2006, bron: CBS) en had een oppervlakte van 15,52 km² (waarvan 0,63 km² water). Tot de gemeente behoorde naast de hoofdplaats ook de kern De Rotte. Bergschenhoek maakt deel uit van de Stadsregio Rotterdam. De voormalige gemeente grensde onder meer aan: Berkel en Rodenrijs, Bleiswijk, Rotterdam en Zevenhuizen-Moerkapelle.
Op 1 januari 2007 is de gemeente Bergschenhoek samengegaan met de aangrenzende gemeenten Bleiswijk en Berkel en Rodenrijs in de nieuwe gemeente Lansingerland. In april 2005 hebben de drie gemeenteraden zich uitgesproken voor deze vrijwillige fusie. Bergschenhoek had tussen 1976 en 2006 een partnerschap met de gemeente Maria Enzersdorf in Oostenrijk.

### Politiek
Het laatste college van Bergschenhoek werd gevormd door het CDA, de PvdA en de ChristenUnie.
Tijdens de laatste gemeenteraadsverkiezingen werden de vijftien raadszetels over de vijf fracties als volgt verdeeld:
- CDA 4 zetels
- Leefbaar Bergschenhoek 4 zetels
- VVD 3 zetels
- ChristenUnie 2 zetels
- PvdA 2 zetels

## Geschiedenis

### Prehistorie
Er werd in Bergschenhoek in 1978 een visfuik opgegraven die bijna zesenhalfduizend jaar oud bleek te zijn, gedateerd op omstreeks 4300 v.Chr. Deze vondst toont aan dat er al in de prehistorie mensen naar dit gebied kwamen. Rondtrekkende jagers en vissers hadden hier een klein kamp op een drijvend stuk trilveen gemaakt. Rond het jaar 1000 maakten de gronden waarop het huidige Bergschenhoek ligt nog altijd deel uit van een soort waddengebied.

### Middeleeuwen
Geschriften uit het einde van de 15e eeuw maken melding van een nederzetting den hoeck of  ten Hoeck, nabij den Berch, oftewel Hillegersberg. In 1466 wordt hier de Butterdorpse molen geplaatst. Al snel spreekt men van 'den Bergschen Hoeck'.

### Turfwinning
In vroeger tijden heeft zich hier in de bodem een dikke veenlaag gevormd. Aan het einde van de middeleeuwen begint de turfwinning. Het veen wordt uitgegraven en na in turfschuren tot turf te zijn verwerkt als brandstof verkocht. Het dorpscentrum (De Kruin), de Bergweg en de Oosteindseweg liggen nog altijd ongeveer vier meter hoger dan de omgeving. De huidige woonwijken rond het centrum bevinden zich in feite op de bodem van de uitgegraven later weer drooggelegde plassen.

### Republiek
De Rooms-Katholieke Kerk werd in 1573 in de Hollandse gewesten verboden. Toen men in 1649 in het geheim een statie (parochie) wilde vestigen in de polder van Schieland, dacht men aan Bergschenhoek. De mis werd door de eerste pastoor, de in 1652 benoemde Theodoor Cannius, in een schuilkerk opgedragen.
In 1658 was het dorp groot genoeg voor de stichting van een eigen gereformeerde kerk in Bergschenhoek. Voorheen kerkte men in Hillegersberg. Jacobus van Kouwenhoven, een zoon van een Rotterdamse burgemeester, was de eerste dominee.
Het dorp werd op 8 mei 1659 door een grote ramp getroffen. Alle vierenveertig huizen in Bergschenhoek brandden in anderhalf uur tijds volledig af. Er werden onder andere in Rotterdam en Hillegersberg op 19 mei 1659 collectes gehouden ten bate van de slachtoffers van deze brand.
In de 18e eeuw werden diverse polders rond Bergschenhoek drooggelegd. Het dorp maakte deel uit van het ambacht Hillegersberg en Rotteban. De drie kernen waren op dat moment Hillegersberg, Terbregge en Bergschenhoek. Een oude grenspaal, die stond tussen Bleiswijk en Hillegersberg Rotteban, staat anno 2007 voor het voormalige gemeentehuis van Bergschenhoek.

### Franse tijd
Onder Lodewijk Napoleon, op 21 oktober 1811, scheidde Bergschenhoek zich van Hillegersberg af, thans de Rotterdamse deelgemeente Hillegersberg-Schiebroek.

### Twintigste eeuw
In de 20e eeuw ontwikkelde Bergschenhoek zich als een plattelandsdorp met voornamelijk glastuinbouw.

### Vinex-wijk

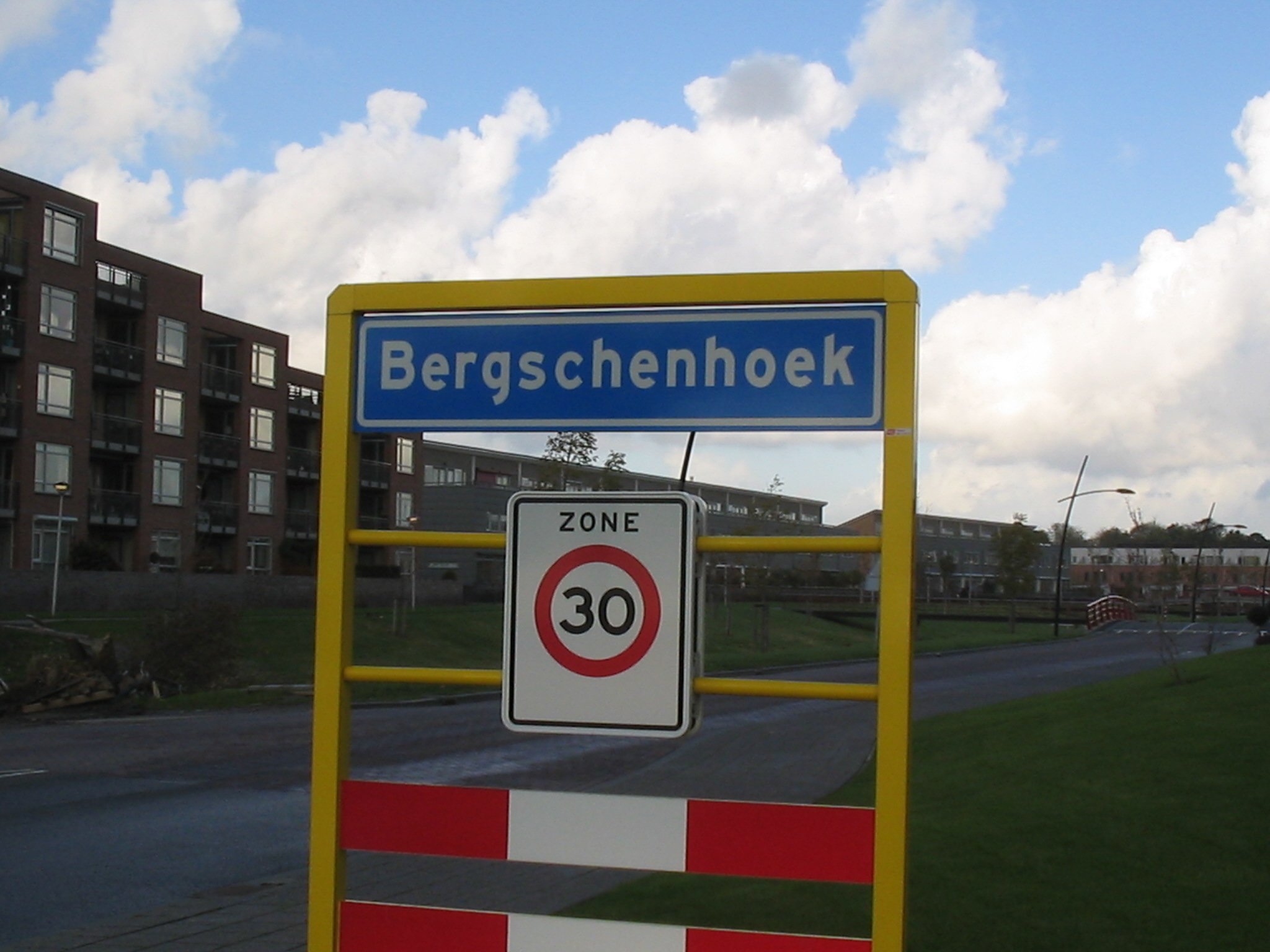
Plaatsnaambord

Vanaf de jaren negentig groeide de gemeente in het kader van de Vinex uit van een landelijk dorp van 5000 inwoners tot een moderne woongemeente. Bergschenhoek was in 2002 met een groei van 13,4 procent de relatief snelst groeiende gemeenten van Nederland. Vanaf 2005 kwamen er nog eens 4000 woningen bij. Het was de bedoeling dat de kern Bergschenhoek in 2008 ongeveer 23.000 inwoners zou tellen.
Bergschenhoek bestond als zelfstandige gemeente tot en met 31 december 2006, en ging door een vrijwillige fusie met Bleiswijk en Berkel en Rodenrijs op in de nieuwe gemeente Lansingerland.
Aantal inwoners van Bergschenhoek in de loop der tijd:
| 1911 | 1.380  |
| 1940 | 2.943  |
| 1970 | 5.562  |
| 1990 | 7.697  |
| 2000 | 12.544 |
| 2006 | 16.590 |
| 2018 | 18.480 |
| 2019 | 18.465 |
| 2021 | 19.040 |
| 2023 | 19.275 |

## Bijzondere gebouwen

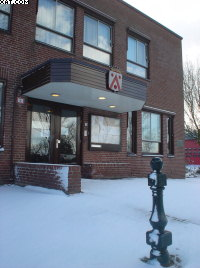
Het voormalige gemeentehuis van Bergschenhoek

Bergschenhoek bestaat voor het overgrote deel uit moderne woningbouw, maar er zijn enkele bijzondere gebouwen, waaronder het Polderhuis, gebouwd in 1906, oorspronkelijk een gebouw van het Hoogheemraadschap van Schieland, thans (2021) een bed & breakfast. Het oudste gebouw uit de Dorpsstraat (een winkel met woonhuis) stamt uit 1846. Het nieuwe gemeentehuis van Lansingerland te Bergschenhoek werd in 2012 opengesteld.
In Bergschenhoek staan zeven rijksmonumenten:
- Het Polderhuis, Bergweg Noord 1
- Watermolen nr. 4 G-gang, Rottebandreef 60
- Boerderij met toegangshek (samen 2 rijksmonumenten), Rottekade 121
- Boerderij met schuur en schaapskooi (samen 3 rijksmonumenten), Oosteindseweg 64

In Bergschenhoek staan drie kerkgebouwen:
- De rooms-katholieke St. Willibrordkerk, gebouwd in 1910.
- Het gebouw van de Protestantse Kerk, gebouwd in 1973, met toevoegingen uit 1992.
- Het gebouw van de vrijgemaakt gereformeerden, gebouwd in 2003.

## Geboren
- Paul van Ass, 16 augustus 1960, hockeyer
- Leo van den Bos 1951, beeldhouwer
- Johan Anton Callenbach, 2 mei 1870 - 28 oktober 1932, wis- en natuurkundige
- Frans Collignon 5 juni 1951, journalist
- Hélène Gelèns 6 mei 1967, dichter
- Bastiaan Johannis Odink 6 augustus 1918, architect
- Arie van Oosten 13 oktober 1785 - 2 juni 1866, schout en burgemeester
- Jan Teeuw 24 juni 1949, organist
- Diane Valkenburg 30 augustus 1984, schaatsster
- Gina Viehoff 6 november 2004, voetbalster

## Woonachtig in Bergschenhoek
- Daniël Breedijk, voetballer
- Pim Doesburg, voetballer
- Jan Everse, voetbaltrainer
- Ed de Goeij, voetballer
- Bart Latuheru, voetballer
- Diane Valkenburg, schaatsster

## Media
Bergschenhoek heeft een lokale omroep: RTV Lansingerland. Daarnaast zijn er twee weekbladen, De Heraut en Hart van Lansingerland. De 3B-Krant is opgegaan in Hart van Lansingerland. Ook is er een website met 112-nieuws uit de gemeente Lansingerland.

## Overige kern
- De Rotte

## Verenigingen
- Voetbalvereniging BVCB
- Volleybalvereniging Volley2b
- Golfclub De Hooge Bergsche
- Muziekvereniging Concordia
- Lawn Tennis Club Triomf
- Sv. Doto Dans Turnen Gym
- Historische Vereniging "den Berchsen hoeck"
- Tafeltennisvereniging United TOGB (ook bekend als ''United B'hoek'')

## Burgemeesters en monumenten van Bergschenhoek
- Lijst van burgemeesters van Bergschenhoek
- Lijst van rijksmonumenten in Bergschenhoek
- Lijst van gemeentelijke monumenten in Bergschenhoek